# Luchino Revelli-Beaumont
Luchino Revelli Beaumont (Gênes, 9 février 1919 - Gênes, 21 octobre 2016) était directeur général de Fiat France et « éminence grise » de l'ensemble du groupe Fiat, et gérant de Fiat en Argentine de 1973 en 1976 (soit de la période s'étendant des élections mettant fin à la dictature de la « Révolution argentine » au coup d'État de mars 1976) . Son enlèvement en 1977 à Paris par un « groupuscule prétendument révolutionnaire, composé d'Argentins », a fait la une des journaux pendant trois mois en France. Des zones d'ombre subsisteraient encore autour de cette affaire qui serait plus vraisemblablement liée à un crime crapuleux. En décembre 2007, le journal Le Monde estimait qu'une action judiciaire pour "faute lourde de l'État" pourrait être déclenchée.

## Biographie
Luchino Revelli Beaumont est issu d'une famille qui a donné des artistes, des hommes d'État, des avocats, des philosophes et des écrivains, dont les origines remontent au XIVe siècle avec des racines dans le Piémont et la Savoie. Avocat de formation, il était, au début des années 1970, « l'un des hommes les plus influents de Fiat », en contact avec Juan Perón, Salvador Allende, Nasser ou Omar Torrijos. En particulier, il assistait Giovanni Agnelli pour les « missions délicates »  à l'étranger: URSS, Brésil, Chine, Roumanie, Chili, etc. En 1972, il fut envoyé par la Fiat en Argentine afin de négocier avec un groupe guérillero la libération du directeur de la filiale locale de la firme, Oberdan Sallustro (es) , qui aurait été enlevé par l'ERP. Un an plus tard, Sallustro ayant été tué lors d'échanges de tirs entre les ravisseurs et les forces de l'ordre, il prenait son poste en Argentine.
"En juin 1973, Luchino Revelli Beaumont orchestrera un plan secret : le rapatriement à Buenos Aires du général Juan Peron, alors en exil à Madrid." Il finança l'Opération Retour avec des fonds de la Fiat, qui espérait que le retour du caudillo rétablirait l'ordre en Argentine, ce qui est bon pour les affaires. La Fiat paya ainsi le charter du 17 novembre 1972, date du premier retour du général en Argentine, puis Revelli Beaumont fut dans l'avion du retour final, qui devait atterrir en juin 1973 à Ezeiza mais fut détourné en raison des affrontements armés qui s'y déroulaient.

## Enlèvement
Le 13 avril 1977, Luchino Revelli Beaumont (58 ans à l'époque) rentre chez lui à bord d'une voiture de fonction conduite par un chauffeur, lorsqu'il est enlevé à 21 h 10 devant sa résidence au 183 rue de la Pompe dans le 16e arrondissement de Paris par quatre hommes armés de pistolets et de matraques qui se précipitent sur le véhicule. Ce commando appartient, selon Le Monde, à un « groupuscule prétendument révolutionnaire, composé d'Argentins ».  Il est libéré 2 mois et 37 jours plus tard, après qu'une rançon de 2 millions de dollars eut été payée à Genève. Un an après l'enlèvement , puis de nouveau en 2007, Luchino aurait identifié le lieu de sa captivité,. En 2007, il est retourné sur place avec Juan Gasparini, qui voulait tourner un documentaire sur cet épisode, et on leur affirma alors qu'il s'agissait de la propriété du collectionneur d'art Daniel Wildenstein, qui l'eût alors prêté à Héctor Villalón, conseiller de Perón au début des années 1960.
Les ravisseurs s'étaient présentés alternativement comme membres du Comité de Unidad Revolucionaria Socialista  ou membre du Comité de défense des travailleurs italiens , un groupe inconnu qui aurait associé des délinquants de droits communs avec d'ex-militants du Mouvement nationaliste tacuara (un groupe fascisant argentin créé dans les années 1950-60, dont une partie vira vers la gauche ensuite) et des Forces armées péronistes (FAP) . Parmi les membres de ce groupe, on compterait Carlos Arbelos et Alfredo Roca, qui vivent aujourd'hui en Espagne, et Horacio Rossi, un ex-membre de l'escadron de la mort de la Triple A, qui était chargé de l'opération et vit aujourd'hui à Buenos Aires. Tous invoquèrent un prétexte de lutte contre la dictature, raison pour laquelle l'Audiencia Nacional refusa l'extradition et en libéra quelques-uns en décembre 1977. Iriarte et Rossi furent plus tard interpellés par Interpol et respectivement condamnés à 8 et 6 ans de prison.
Au départ, le groupe réclamait 30 millions de dollars de rançon, mais finit par se contenter de deux millions. Les négociations étaient pilotées par un « naufragé des FAP », Jorge Caffati.
Le groupe réclama aussi que soit publié dans la presse européenne un manifeste de la classe ouvrière, ce qui fut fait dans Le Monde, El País, Excelsior et le Corriere della Sera . Par ailleurs, le directeur de la FIAT devait rédiger un rapport sur les activités de corruption de la firme. Selon la famille Revelli Beaumont, ces demandes visaient à donner une tonalité idéologique à un enlèvement crapuleux.
Le manifeste fut publié, et le manuscrit écrit, mais non rendu public, Revelli Beaumont suspectant qu'il aurait pu être utilisé à des fins de chantage contre la Fiat.

## Libération et suites judiciaires
Après sa libération le 11 juillet 1977, le groupe Fiat a laissé tomber son PDG, refusant, par exemple, de payer ses frais de santé. Une semaine plus tard, sept personnes (6 Argentins et un Italien) furent arrêtées en Espagne et inculpées d'enlèvement , tandis que Villalón était arrêté à Paris. Le seul qui réussit à s'échapper fut Jorge Caffati, qui retourna en Argentine et fut assassiné fin 1978 dans le centre clandestin de détention de l'ESMA . Selon la fille de Revelli Beaumont, Cafatti fut impliqué dans l'affaire afin de lui donner une allure politique. Il était le seul à rédiger le manifeste qui devait être publié dans la presse, et apparemment le seul à croire qu'il s'agissait d'une action contre les multinationales.
Le procès des terroristes a eu lieu en 1985 en France. Les chefs (notamment le chef des négociations Jorge Caffatti) seraient « prétendument » membres, selon Le Monde, de la guérilla péroniste, ce qui est contredit par le journaliste Juan Gasparini et par la fille de Revelli Beaumont . Le chef de l'opération, Rossi, ex-membre de la Triple A (qui assassinait à l'époque les péronistes), a purgé six ans de prison en France à la suite du procès, et refuse aujourd'hui toute déclaration publique. Villalón, quant à lui, affirma à la justice française que les écoutes téléphoniques le reliant aux ravisseurs s'expliquaient car il aurait été mandaté par la femme de Luchino pour négocier avec ces derniers. Il réussit ainsi à bénéficier d'un non-lieu .

## Suites tardives
Par ailleurs, selon le témoignage de Leandro Sánchez Reisse, membre du Bataillon 601 des services secrets argentins, fait en 1987 devant le Congrès des États-Unis , un ancien participant à cet enlèvement aurait par la suite proposé à la CIA d'engager 50 mercenaires afin d'organiser une opération-commando visant à délivrer les otages américains de Téhéran.
Selon la presse argentine, toutes les personnes impliquées dans l'enlèvement auraient été jugées, sauf Héctor Villalón, secrétaire du général Juan Perón au début des années 1960. Selon Bowden, Héctor Villalón se serait proposé comme intermédiaire entre Téhéran et Washington pour négocier la libération des otages. Un ami de Villalón, son avocat Christian Bourguet, confirme que le président Carter leur avait donné cette mission.
En décembre 2007, la famille Revelli-Beaumont compte engager une action judiciaire pour « faute lourde de l'État français ». Elle soupçonne Héctor Villalón d'avoir été blanchi par la justice française,. Villalón réside actuellement au Brésil.
Enfin, Luchino raconte que le président Valéry Giscard d'Estaing aurait dit à son frère, Olivier, où il était détenu en captivité, mais lui aurait dit de ne pas s'impliquer dans l'affaire, affirmant qu'il s'agissait d'une « histoire entre les Italiens et les Argentins » .

## Source
- Agathe Duparc, Trente ans après, les secrets d'un enlèvement, Le Monde, 29 décembre 2007, page 15